# گورستان ایرانیان شیعه در سن‌پترزبورگ
گورستان تاریخی شیعیان ایرانی بخش کوچکی از قبرستان نوو-ولکوفسکی در سن پترزبورگ است.
اولین ایرانیان در ۱۷۱۱ وارد سن پترزبورگ شدند. قبرستان مسلمانان در سن پترزبورگ در ۱۸۲۷ توسط انجمن تاتارها بین مزارع ولکوف و رودخانه ولکوفکا بنا نهاده شد.
بخش اعظمی از قبرها در قبرستان تاریخی ایرانیان هم‌اکنون با مقبره‌های جدیدتر تاتارها جایگزین شده‌است. از قبرهای قدیمی ایرانیان تنها دو قبر باقی‌مانده‌است که این دو قبر مربوط به بازرگانانی از رشت است. نام‌هایی که بر روی این دو قبر نوشته شده‌است، یکی مربوط به «حاجی آقا محمد» که در ۱۸۴۳ میلادی (۱۲ جمادی‌الاولی ۱۲۸۹ قمری) درگذشته و دیگر مربوط به «آقا میرزا صادق» که در ۱۸۴۴ میلادی (۱۰ ربیع‌الاول ۱۲۲۲ قمری) درگذشته‌است که به نظر می‌رسد این دو برادر بوده‌اند یا پدر و پسر.
برخی از سنگ قبرها هم تا زمان ما باقی نمانده‌است: مثلاً قبر کنسولگر «عابدینف میرزا کاظم بیگ» (۱۸۵۵_۱۹۱۲ میلادی) استاد زبان فارسی و استاد شرق‌شناسی؛ و قبر «ناصر» (۱۷۸۵_۱۸۳۰ میلادی) شخصیتی بزرگ از خناته بخارا.